# 伊良皆竜一
伊良皆 竜一（いらみな りゅういち、1990年5月5日 - ）は、沖縄県出身のプロバスケットボール選手である。ポジションはポイントガード・シューティングガード。

## 来歴
前原高校卒業後、浜松・東三河フェニックスの練習生（育成指定選手）となる。
2010年11月、シーズン途中でプロ契約。
2011年2月、中村和雄ヘッドコーチの勧めもあり、大学進学や指導者への道へ進むため退団。